# Parhemiops
Parhemiops là một chi bọ cánh cứng trong họ 
Elateridae.
Chi này được miêu tả khoa học năm 1878 bởi Candèze.

## Các loài
Các loài trong chi này gồm:
- Parhemiops angusta Candèze, 1880
- Parhemiops candezei Fleutiaux, 1940
- Parhemiops cylindricus (Fleutiaux, 1932)
- Parhemiops dubia Fleutiaux, 1889
- Parhemiops mouhoti Fleutiaux
- Parhemiops nepalensis Ôhira & Becker, 1972
- Parhemiops palliata Candèze, 1878